# مائورو پرشینی
مائورو پرشینی (انگلیسی: Mauro Persiani؛ زادهٔ ۱۵ نوامبر ۱۹۵۶) بازیکن فوتبال اهل ایتالیا است.
از باشگاه‌هایی که در آن بازی کرده‌است می‌توان به باشگاه فوتبال فروزینونه، باشگاه فوتبال آ.اس. رم، باشگاه فوتبال لاتینا، باشگاه فوتبال بنونتو، و باشگاه فوتبال نووارا اشاره کرد.